# Moguai

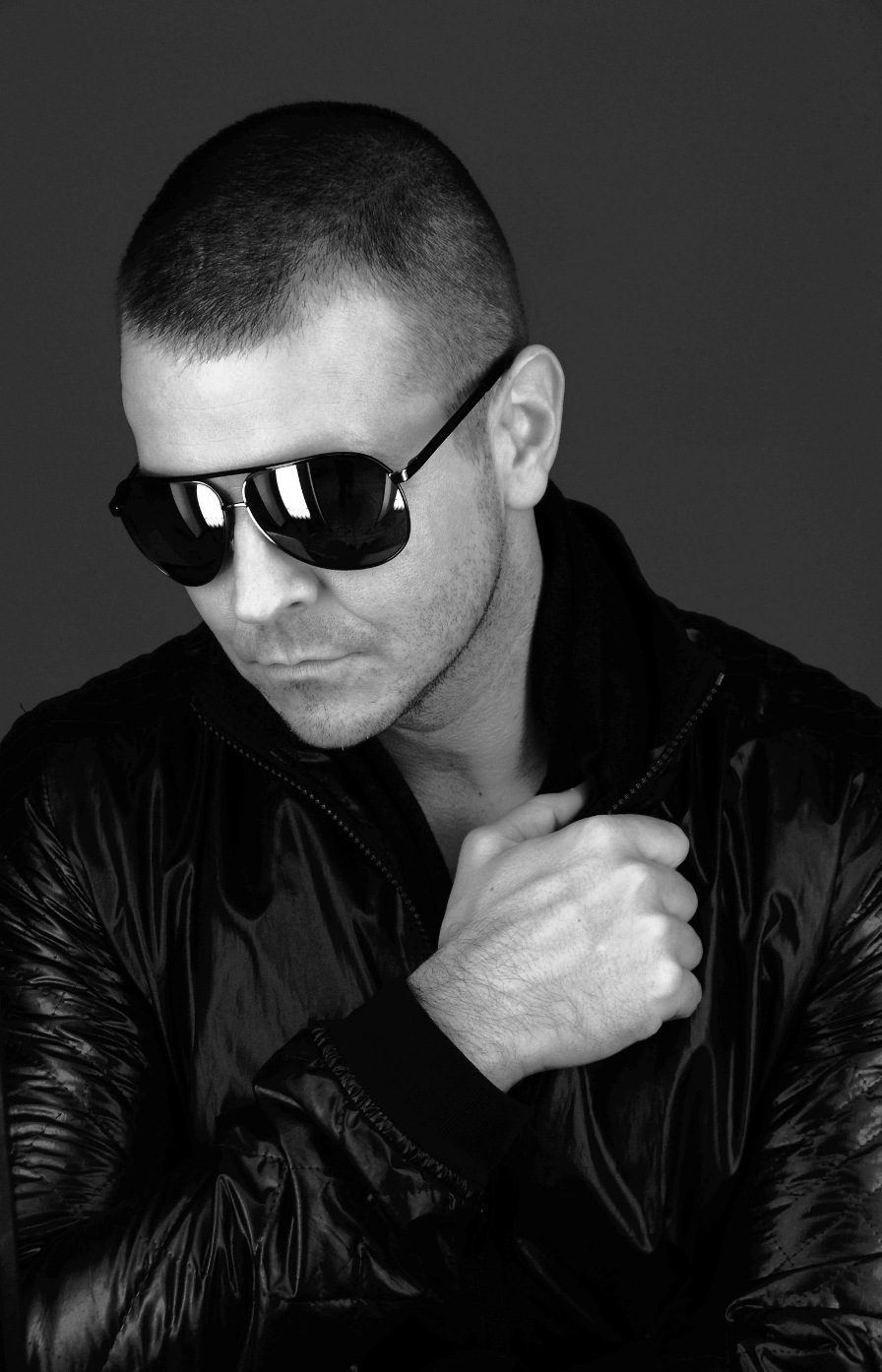
Moguai (2017)

Moguai (* 9. August 1973 in Recklinghausen; bürgerlich André Tegeler) ist ein deutscher Musikproduzent und DJ. Für seine Produktionen von den Sugababes, den Girls Aloud und von 2Raumwohnung erhielt er eine Goldene Schallplatte und Doppelplatin. Seine DJ-Sets sind ein Mix aus Tech House, House, Breaks und Electro-House, wobei er immer zwischen den verschiedenen Genres springt.
Anfang der 1990er Jahre gab sich Tegeler den Namen Moguai in Anlehnung an ein Projekt seiner Schwester, die als Architektin in Barcelona eine Diskothek plante und diese Moguai nannte. In dieser Zeit begann Moguai mit selbstorganisierten Partys im Ruhrgebiet und Münsterland seine Karriere als DJ. Er war durch seinen frühen Start mit der elektronischen Tanzmusik einer der ersten „Techno-DJs“ in Deutschland und gilt neben Paul van Dyk, WestBam, Tanith und Sven Väth als einer deren Pioniere. Moguai gehört zu den erfolgreichsten deutschen DJs auf internationalem Terrain und spielt weltweit in Clubs und auf Festivals.
Moguai hat eine Schwester und ist der Ehemann der Schauspielerin Birte Glang, mit der er zwei Kinder hat.

## Leben und Karriere
Moguai absolvierte nach seinem Realschulabschluss eine zweijährige Metzgerlehre im elterlichen Betrieb und wurde der jüngste Metzgergeselle in Nordrhein-Westfalen. Hiernach setzte er seine schulische Laufbahn fort, machte das Abitur am Freiherr-von-Stein-Gymnasium in Recklinghausen und begann nach dem Zivildienst das Studium der Rechtswissenschaften an der Ruhr-Universität Bochum. In diese Zeit fällt auch der Start seiner musikalischen Laufbahn. Seinen ersten offiziellen Gig hatte Moguai Anfang der 1990er Jahre in Münster im Odeon zusammen mit Oliver Froning, der damals noch unter dem Pseudonym djraw auftrat, bevor dieser die Band Dune gründete.
Im Jahre 1994 bereits produzierte Moguai zusammen mit Jürgen Driessen seine erste Platte Best Before End EP, die auf dem Essener Label Important Records veröffentlicht und in Ramon Zenkers Studio (Produzent von Hardfloor und Bellini) in Düsseldorf aufgenommen wurde. Er arbeitete 1995 mit Phil Fuldner zusammen und gründete mit ihm die PUNX Studios. Ihren größten Erfolg hatten die beiden Musiker mit The Final, ihrer Version der Titelmelodie der Kult-Mangaserie Captain Future, sowie dem Drumtitel Beatbox, der es als erster instrumentaler Drumtitel schaffte, sich zehn Wochen in den deutschen Top40 von Media Control zu halten.
Auch als Remixer machte sich Moguai in dieser Zeit einen Namen: Er arbeitete für Künstler wie Giorgio Moroder, Yves Deruyter, Timo Maas, Planet Funk, Talla 2XLC, Cosmic Baby, B.B.E., Fischerspooner und 2raumwohnung.
Als Produzent arbeitete er 2002 und 2003 unter anderem mit den zwei international erfolgreichen britischen Girlbands Sugababes und Girls Aloud zusammen. Beide produzierten Titel In the Middle (Sugababes) und Something kinda oooh (Girls Aloud) basieren auf Moguais Singles U Know Y und Get On. Für beide Projekte wurde Moguai mit Doppel-Platin-Schallplatten in England ausgezeichnet. Durch seine Arbeit als Remixer kam es unter anderem auch zu einer Zusammenarbeit mit 2raumwohnung. Die daraus entstandene Single Sasha (Sex Secret) erreichte mit dem dazugehörigen Album Es wird Morgen 2005 Goldstatus. Seit 2009 veröffentlicht Moguai seine Musik auf dem Label des kanadischen DJs und Musikproduzenten Deadmau5.
Im April 2010 veröffentlichte er sein Debütalbum We Ar Lyve mit den Single-Auskopplungen Impereal, Nyce und Oyster. Damit gehört Moguai neben Deadmau5 und Skrillex, der 2012 drei Grammys gewonnen hat, zu den ersten Acts des Labels Mau5trap, die ein Album veröffentlicht haben. Im März 2011 erschien in Kooperation zwischen den Labels Mau5trap und Beatport Moguais Lyve from Beta-Musikcompilation. Bei dieser ist es dem Hörer möglich, das DJ-Set, das Moguai in Denver (USA) in dem Club Beta aufgenommen hatte, mithilfe der Musiksoftware Ableton nachzuspielen, umzustrukturieren oder Teile zu ersetzen. Das ganze Setup enthält nur eigens produzierte Titel von Moguai, der diese Titel in allen einzelnen Spuren (Bass, Drums, Melodien, Gesang) zur Verfügung stellte. Dieses Projekt brachte Moguai dazu, seine DJ-Sets und Auftritte mit Live-Elementen zu kombinieren, so dass er in diesem Bereich einer der wenigen DJs ist, die das DJing mit dem Live spielen verbinden. Mit dem Release des Albums, der Kompilation und des internationalen Tourings wurden verstärkt auch immer mehr internationale Acts auf Moguai aufmerksam, so dass er seither auch als Remixer für Künstler wie Britney Spears, Beyoncé, Fatboy Slim, Underworld, Afrojack oder Felix da Housecat tätig wurde.
Moguais zweites Album Mpire, für das er unter anderem mit Kosheen, Fiora Cutler, Polina und Tommy Trash zusammenarbeitete, erschien im Januar 2012 ebenfalls auf dem Label Mau5trap.

## Radio

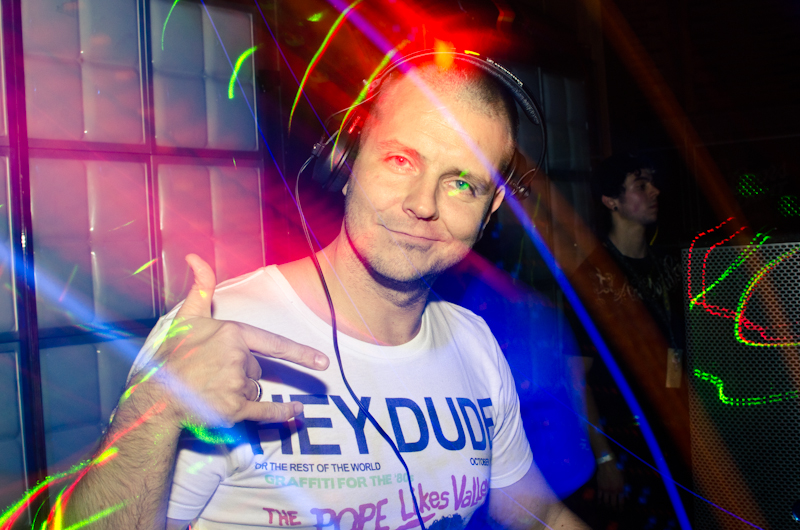
Moguai in Calgary (2011)

Seit 2000 ist Moguai als Radio-DJ und Moderator bei 1 Live (Westdeutscher Rundfunk/WDR) ein fester Bestandteil des Formats 1LIVE DJ Session (zuvor 1Live Rocker), das jeden Samstag von 22:00 bis 1:00 zu hören ist. Hierbei spielt Moguai immer die ersten 60 Minuten, wobei die zweite Stunde einem immer wechselnden Gast-DJ gehört. Beim Radiosender MDR Sputnik ist Moguai seit 2007 Teil der Sendung Sputnik Residents und dort jeden dritten Samstag im Monat im Programm zu hören.
Im Jahre 2008 startete Moguai seinen eigenen monatlichen Podcast Punx Up The Volume, der auch als Radiosendung unter anderem in den UK, den USA, Australien, Russland oder Brasilien zu hören ist und über 15.000 Abonnenten hat. Seit 2009 gibt es zudem jeden vierten Donnerstag ein gleichnamiges zweistündiges Format beim deutschen Radiosender Sunshine Live.

## Diskografie
Studioalben
| Jahr | Titel Musiklabel      | Anmerkungen                           |
| ---- | --------------------- | ------------------------------------- |
| 2008 | I am X Kontor Records | Erstveröffentlichung: 2. Mai 2008     |
| 2010 | We Ar Lyve Mau5trap   | Erstveröffentlichung: 10. Mai 2010    |
| 2012 | Mpire Mau5trap        | Erstveröffentlichung: 30. Januar 2012 |

## Auszeichnungen
| 2002 | Magazin Raveline                                           | Shooting Star                                                      |
| 2002 | Magazin Raveline                                           | National Best Top 5 DJ                                             |
| 2002 | Magazin Raveline                                           | Single U Know Y Best Track                                         |
| 2003 | Public Propaganda Award                                    | U Know Y Best Selling Vinyl                                        |
| 2004 | Bester internationaler elektronischer Artist in Neuseeland |                                                                    |
| 2004 | Universal Records                                          | Doppel-Platin Schallplatten für In the Middle (Sugababes)          |
| 2005 | BMG                                                        | Goldene Schallplatte für das Album Es wird morgen (2raumwohnung)   |
| 2006 | Universal Records                                          | Doppel-Platin Schallplatten für Something Kinda oooh (Girls Aloud) |

## Fernsehen (Moderation)
MTV:
- Chillout Zone
- Party Zone
- Select
- In touch

VIVA:
- 5-stündige Live-Moderation der Nature One 2001
- Gastmoderation der Mayday 2001
- Clubrotation
- Berlin House